# Lethe brisanda
Lethe brisanda är en fjärilsart som beskrevs av De Nicéville 1886. Lethe brisanda ingår i släktet Lethe och familjen praktfjärilar. Inga underarter finns listade i Catalogue of Life.